# عروة بن أنيف
عُرْوَةُ بْنُ أُنَيْفٍ: بعثه عبد الملك بن مروان واليا على المدينة.
قالوا فلما بويع عبد الملك بن مروان بعث عروة بن أنيف في ستة آلاف إلى المدينة وأمرهم أن لا ينزلوا على أحد ولا يدخلوا المدينة إلا لحاجة لا بد منها وأن يعسكروا بالعرصة (عرصة بفتح أوله وسكون ثانية، وهما عرصتان بعقيق المدينة) فنزل عروة بجيشه العرصة وهرب الحارث بن حاطب عامل ابن الزبير عن المدينة فكان عروة ينزل فيصلي بالناس الجمعة ثم يرجع إلى معسكره فلم يبعث إليهم ابن الزبير أحدا وليلقوا قتالا فكتب إليهم عبد الملك أن يقبلوا إلى الشام ففعلوا ولم يتخلف منهم أحد ورجع الحارث بن حاطب إلى المدينة عاملا لإبن الزبير.